# Sheriff Classics
Sheriff Classics was een striptijdschrift dat van 1964 tot 1974 werd uitgegeven door uitgeverij Classics Nederland. In het blad verschenen westernstrips van onder meer Marvel Comics (o.a. Kid Colt, Rawhide Kid en Ringo Kid), Magazine Enterprises (Durango Kid en Tim Holt) en DC Comics (Hopalong Cassidy). Veel uitgaven van Sheriff Classics droegen de naam van een van deze revolverhelden op de cover, hoewel die niet altijd in de betreffende uitgave voorkwamen. In totaal zijn bij uitgeverij Classics 250 nummers verschenen, genummerd 901-9250. De 9 was het nummer dat de uitgever aan de reeks had gegeven.
Na het einde van de reeks Sheriff Classics verschenen in de jaren 1974 tot 1977 enkele albums van Kid Colt, Rawhide Kid, Outlaw Kid en Twee Pistolen Kid, bij dezelfde uitgever. Daarna was het in Nederland vrijwel afgelopen met de publicatie van Marvels cowboystrips. Alleen Juniorpress publiceerde in 1980-1982 nog het blad Juniorpress presenteert Rawhide Kid (19 nummers), waarin ook Kid Colt en Outlaw Kid te zien waren.
Mei 2011 is uitgeverij Windmill Comics Publishing begonnen met het voortzetten van de reeks Sheriff Classics. De inhoud van deze nieuwe uitgaven bestaat deels uit oude westernstrips die zich nu in het publieke domein bevinden, zoals Durango Kid en Tim Holt van Magazine Enterprises, en deels uit nieuwe strips van Nederlandse bodem,  met onder meer verhalen van de voor deze reeks bedachte Copperhead Kid. In mei 2011 is Sheriff Classics nr. 9251 verschenen. Dit nummer is in 2012 herdrukt.
Behalve in Nederland werd Sheriff Classics ook in andere landen uitgegeven. In Duitsland verscheen het onder de naam Sheriff Klassiker (1964-1973), in Noorwegen als Star Western (1964-1965) en in Zweden als Stjärn Western (1964-1965). Vanaf 2013 heeft het Duitse Edition Comicographie bovendien enkele boeken gepubliceerd onder de naam Sheriff Klassiker Chronik, met daarin achtergrondinformatie over de strips en uitgevers.

## Titelhelden
Deze tabel geeft een overzicht van de titelhelden van de 250 nummers van de eerste reeks, tussen 1964 en 1974.
| Titelheld             | Aantal | |
| --------------------- | ------ | --- |
| Kid Colt              | 75     | 923-935, 937, 939, 941, 944, 953, 957, 959, 961-972, 974, 976, 978, 980, 984, 986, 992,999, 9100, 9102, 9104, 9108, 9128-9130, 9132-9138, 9142-9148, 9151, 9154, 9229-9232, 9235, 9238, 9240, 9242, 9242, 9244, 9246, 9248, 9250 |
| Rawhide Kid           | 71     | 921, 943, 947, 950, 952, 954, 956, 958, 960, 973, 975, 977, 979, 981, 987, 989, 991, 993, 996, 997, 9101, 9103, 9105, 9107, 9109, 9110, 9115-9120, 9126, 9127, 9131, 9139-9142, 9149, 9150, 9152, 9153, 9155, 9159, 9163, 9165, 9171, 9175, 9177-1979, 9182, 9183, 9187, 9188, 9191, 9192, 9201, 9203, 9205, 9207, 9209-9212, 9217, 9219, 9212, 9223, 9233, 9234 |
| Hopalong Cassidy      | 22     | 9168, 9170, 9172, 9174, 9176, 9180, 9184, 9190, 9194, 9196, 9198, 9200,9202,9204, 9208, 9214, 9216, 9218, 9220, 9222, 9224 |
| Twee-pistolen Kid     | 20     | 942, 945, 948, 949, 951, 982, 983, 985, 988, 990, 994, 995, 998, 9106, 9112, 9121-9125 |
| Ringo Kid             | 13     | 938, 9225-9228, 9236, 9237, 9239, 9241, 9243, 9245, 9247, 9251 |
| Durango Kid           | 12     | 9158, 9167, 9169, 9173, 9183, 9185, 9193, 9195, 9197, 9199, 9206, 9215 |
| Bill Hickock          | 3      | 912, 914, 936 |
| De spookruiter        | 3      | 9111, 9113, 9114 |
| Kid Slade             | 2      | 905-906 |
| Kit Carson            | 2      | 913, 917 |
| Tim Holt              | 2      | 9189, 9213 |
| Overig/geen titelheld | 25     | 901-904, 907-911, 915-916, 918-920, 922, 940, 946, 955, 9157, 9156, 9160-9162, 9164, 9166 |

## Albums
In 1973 is er een hardcoverbundeling verschenen van Sheriff Classics, getiteld Hopalong Cassidy Omnibus met het onderschrift Hopalong Cassidy in Konkurrentie onder boeven. LastDodo vermeldt vier versies van deze omnibus, die de volgende delen van Sheriff Classics bundelen:
- 9163-9171, 9216
- 9203-9216
- 9207-9216
- 9203-9206, 9208, 9213, 9216, 9217-9219

Verder verschenen in de jaren 1974 tot 1977 een aantal albums met verhalen van Rawhide Kid, Kid Colt, Outlaw Kid en Twee Pistolen Kid:
- Rawhide Kid 1-6 (1974-1975)
- Kid Colt 1-6 (1974-1975)
- Outlaw Kid 1-7 (1975-1976)
- Twee Pistolen Kid 1 (1977)